# Arrondissement d'Augsbourg
L'arrondissement d'Augsbourg est un arrondissement (Landkreis en allemand) de Bavière   (Allemagne) situé dans le district (Regierungsbezirk en allemand) de Souabe. Son chef lieu est Augsbourg, qui ne fait pas partie de l'arrondissement.

## Géographie
L'arrondissement d'Augsbourg est situé dans le sud-ouest du land de Bavière. Il entoure presque complètement la ville d'Augsbourg, sauf dans la partie est.
Long de 60 km au nord au sud et large de 20 km d'est en ouest, il s'étire sur la rive gauche de la vallée de la rivière Lech. Au sud s'étend la région du Lechfeld, au nord, celle du Lechtal. Une grande partie de l'arrondissement fait partie du Parc Naturel d'Augsbourg-Westliche Wälder.
Au nord, l'arrondissement est limitrophe de l'arrondissement de Danube-Ries, à l'est de l'arrondissement d'Aichach-Friedberg, la ville d'Augsbourg et l'arrondissement de Landsberg am Lech, au sud de l'arrondissement d'Ostallgäu, au sud-ouest de celui d'Unterallgäu et à l'ouest de ceux de Güntzburg et Dillingen.

## Histoire
En 1803 sont créés les arrondissements des tribunaux de grande instance de Augsbourg, Schwabmünchen, Wertingen et Zusmarshausen. Ces circonscriptions sont alors intégrées dans le Lechkreis puis, en 1810, dans le cercle du Danube supérieur et en 1838 dans celui de Souabe et Neuburg.
Les arrondissements de Göggingen, Wertingen et Zusmarshausen sont recréés en 1862, suivis par celui de Schwabmünchen en 1900. En 1929, l'arrondissement de Zusmarshausen est dissous et ses communes incorporées dans les arrondissements d'Augsbourg et Wertingen.
De nouvelles modifications importantes ont lieu lors des réformes administratives des années 1970. Un nouvel arrondissement d'Augsbourg est créé qui réunit les communes des anciens arrondissements d'Augsbourg et de Schwabmünchen, la moitié environ de celles de l'arrondissement de Wertingen, la commune d'Ellgau issue de l'arrondissement de Donauwörth et la commune de Thierhaupten issue de l'arrondissement de Neuburg an der Donau.
Dans le même temps, les communes de Göggingen, Inningen, Haunstetten et Bergheim sont incorporées à la ville d'Augsbourg. De très nombreuses communes ont été incorporées dans le territoire d'autres communes à cette époque.
Le 1er janvier 1994, la commune de Baar quitte l'arrondissement et rejoint celui d'Aichach-Friedberg.

## Démographie

### Ancien arrondissement d'Augsbourg
En 1900, cet arrondissement avait une superficie de 278,92 km2 et comptait 40 communes.
| 1900   | 1910   | 1933   | 1939   | 1950   | 1960    |
| ------ | ------ | ------ | ------ | ------ | ------- |
| 38 979 | 49 988 | 44 241 | 52 376 | 81 643 | 100 800 |

### Ancien arrondissement de Zusmarshausen
Cet arrondissement a existé de 1862 à 1929. En 1900, il avait une superficie de 320,87 km2 et comptait 43 communes.
| 1890   | 1900   | 1910   | 1925   |
| ------ | ------ | ------ | ------ |
| 15 787 | 15 806 | 16 872 | 16 976 |

### Ancien arrondissement de Schwabmünchen
Cet arrondissement a existé de 1862 à 1972. En 1900, il avait une superficie de 362,51 km2 et comptait alors 32 communes.
| 1900   | 1910   | 1925   | 1933   | 1939   | 1950    | 1960    |
| ------ | ------ | ------ | ------ | ------ | ------- | ------- |
| 21 947 | 23 568 | 24 589 | 24 633 | 27 377 | 41 888, | 46 100, |

### Ancien arrondissement de Wertingen
Cet arrondissement a existé de 1862 à 1972. En 1900, il avait une superficie de 317,11 km2 et comptait 45 communes.
| 1900   | 1910   | 1925   | 1933   | 1939   | 1950    | 1960    |
| ------ | ------ | ------ | ------ | ------ | ------- | ------- |
| 18 235 | 20 292 | 20 447 | 23 019 | 22 318 | 36 332, | 31 300, |

### Actuel arrondissement d'Augsbourg
En prenant en compte les dimensions actuelles de l'arrondissement, on obtient les chiffres suivants :
| 1840   | 1871   | 1900   | 1925   | 1939   | 1950     | 1961    | 1970    | 1987    |
| ------ | ------ | ------ | ------ | ------ | -------- | ------- | ------- | ------- |
| 49 773 | 54 039 | 60 168 | 68 242 | 79 768 | 121 606, | 134 820 | 162 228 | 190 468 |

| 2000    | 2005    | 2009    | - | - | - | - | - | - |
| ------- | ------- | ------- | - | - | - | - | - | - |
| 236 422 | 241 581 | 239 898 | - | - | - | - | - | - |

## Politique
Le commissaire de l'arrondissement, élu en 2008, est M. Martin Sailer de la CSU.
Le landrat compte 70 sièges de conseillers.
| Parti                 | Nombre de conseillers |
| --------------------- | --------------------- |
| CSU                   | 34                    |
| SPD                   | 14                    |
| FW                    | 11                    |
| Alliance 90/Les Verts | 6                     |
| FDP                   | 3                     |
| ÖDP                   | 1                     |
| REP                   | 1                     |

## Économie
L'économie de l'arrondissement est tournée vers la ville d'Augsbourg. Il connaît un taux de chômage peu élevé (3,8 % en 2009).

## Villes, communes & communautés d'administration

Carte des communes de l'arrondissement

(nombre d'habitants en 2006)
| Villes 1. Bobingen (16 630) 2. Gersthofen (20 154) 3. Königsbrunn (27 606) 4. Neusäß (21 763) 5. Schwabmünchen (13 204) 6. Stadtbergen (14 738) Marchés 1. Biberbach (3 457) 2. Diedorf (10 022) 3. Dinkelscherben (6 789) 4. Fischach (4 683) 5. Meitingen (11 122) 6. Thierhaupten (3 764) 7. Welden (3 577) 8. Zusmarshausen (6 302) Communautés d'administrationen 1. Gessertshausen (Communes de Gessertshausen et Ustersbach) 2. Großaitingen (Communes de Großaitingen, Kleinaitingen et Oberottmarshausen) 3. Langerringen (Communes de Hiltenfingen et Langerringen) 4. Lechfeld (Communes de Klosterlechfeld et Untermeitingen) 5. Nordendorf (Communes d'Allmannshofen, Ehingen, Ellgau, Kühlenthal, Nordendorf et Westendorf) 6. Stauden (Communes de Langenneufnach, Mickhausen, Mittelneufnach, Scherstetten et Walkertshofen) 7. Welden (Marché de Welden et communes de Bonstetten, Emersacker et Heretsried. | Communes 1. Adelsried (2 306) 2. Allmannshofen (844) 3. Altenmünster (3 798) 4. Aystetten (2 945) 5. Bonstetten (1 221) 6. Ehingen (1 011) 7. Ellgau (1 024) 8. Emersacker (1 433) 9. Gablingen (4 747) 10. Gessertshausen (4 289) 11. Graben (3 328) 12. Großaitingen (4 839) 13. Heretsried (1 031) 14. Hiltenfingen (1 526) 15. Horgau (2 449) 16. Kleinaitingen (1 247) 17. Klosterlechfeld (2 673) 18. Kühlenthal (815) 19. Kutzenhausen (2 498) 20. Langenneufnach (1 702) 21. Langerringen (3 809) 22. Langweid am Lech (7 701) 23. Mickhausen (1 357) 24. Mittelneufnach (1 051) 25. Nordendorf (2 299) 26. Oberottmarshausen (1 660) 27. Scherstetten (1 004) 28. Untermeitingen (6 352) 29. Ustersbach (1 171) 30. Walkertshofen (1 108) 31. Wehringen (2 905) 32. Westendorf (1 525) Zone non-incorporée 1. Schmellerforst (3,28 /km², inhabité) |